# 58e corps de blindés de réserve (Allemagne)
Le 58e corps de blindés de réserve (en allemand : LVIII. Reserve-Panzerkorps) était un corps d'armée d'unités blindés (Panzer) de réserve de l'armée de terre allemande : la Heer au sein de la Wehrmacht pendant la Seconde Guerre mondiale.

## Historique
Le LVIII. Reserve-Panzerkorps est formé le 28 juillet 1943 à Ludwigsbourg dans le Wehrkreis V

Il est renommé LVIII. Panzerkorps le 6 juillet 1944.

## Organisation

### Commandants successifs
| Date                                | Grade                     | Commandant                          |
| ----------------------------------- | ------------------------- | ----------------------------------- |
| 5 août 1943 - 1er décembre 1943     | General der Panzertruppen | Leo Freiherr Geyr von Schweppenburg |
| 1er décembre 1943 - 10 février 1944 | General der Panzertruppen | Hans-Karl Freiherr von Esebeck      |
| 10 février 1944 - 6 juillet 1944    | General der Panzertruppen | Walter Krüger                       |

## Théâtres d'opérations
- France : Août 1943 - Juin 1944

## Ordre de batailles

### Rattachement d'Armées
| Date      | Armée   | Groupe d'Armées |
| --------- | ------- | --------------- |
| 1943      |         |                 |
| Septembre | z. Vfg. | Heeresgruppe D  |
| 1944      |         |                 |
| Janvier   | z. Vfg. | Heeresgruppe D  |
| Juin      | z. Vfg. | Heeresgruppe G  |

### Unités subordonnées

#### Unités organiques
- Arko 458
- Korps-Nachrichten-Abteilung 458
- Korps-Nachschubtruppen 458

#### Unités rattachées
22 décembre 1943
- 155. Reserve-Panzer-Division
- 177. Reserve-Panzer-Division

13 mars 1944
- Panzer-Lehr-Division
- 16. SS-Panzergrenadier-Division "Reichsführer SS"

15 mars 1944
- Panzer-Lehr-Division
- 16. SS-Panzergrenadier-Division "Reichsführer SS"
- 21. Panzer-Division

### Sources
- (de) LVIII. Reserve-Panzerkorps sur lexikon-der-wehrmacht.de